# CHDファミリー
CHDファミリー（chromodomain helicase DNA-binding）は、ATP依存性クロマチンリモデリング複合体（リモデラー）のファミリーの1つである。全てのリモデラーはRNA/DNAヘリカーゼスーパーファミリー2の下に分類される。酵母では、CHD複合体は主にヌクレオソームの組み立てと組織化を担う。多細胞真核生物では、クロマチンへのアクセスの補助やnucleosome editingなど他の役割も担っている。

## 機能
ISWIファミリーのATP依存性クロマチンリモデリング因子と同様に、CHD複合体はヌクレオソームの組み立て、組織化、成熟を調節する。DNA複製時にはヒストンは除去され、レプリソームの通過後、新生DNA鎖上で未成熟なプレヌクレオソームとして組み立てが開始される。CHD複合体の助けを借りて、ヒストン八量体はヌクレオソームへと成熟する。ヌクレオソームの形成後、CHD複合体はヌクレオソームをDNA上に等間隔に配置することでヌクレオソームを組織化する。
さらに高等生物では、CHD複合体はヌクレオソームやヒストン二量体に対してスライドや放出を引き起こし、DNAへのアクセスをアロステリックに調節する。線虫Caenorhabditis elegansのNuRD複合体など特定のCHD複合体は、ヒストンテールと相互作用することでクロマチン上の転写リプレッサーの結合部位を露出させる。H3K9acの脱アセチル化は、NuRD複合体が遺伝子発現をダウンレギュレーションし、DNAのトポロジーに影響を及ぼす機構の一例である。
CHDファミリーの複合体の他の機構としては、nucleosome editingがある。ショウジョウバエのdCHD1は、ヒストンH3をバリアントであるH3.3に置き換えることで、ヌクレオソームを編集する。ヌクレオソームの近傍にdCHD1が結合すると、DNAに張力が生じる。この張力を緩和するため、上流のヌクレオソームからH3二量体が除去され、ヒストンバリアントH3.3によって置き換えられる。ヌクレオソームへのH3.3の組み込みは、クロマチンをアクセス可能で、転写の準備が整った状態に維持するためのエピジェネティックな方法の1つである。代替的ヒストンの組み込みや翻訳後修飾は、細胞のヒストンコードの調節に重要な役割を果たしている。

## 構造

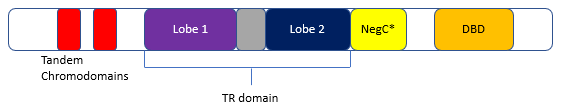
CHDファミリーのATP依存性クロマチンリモデリング因子のドメイン構造

CHDファミリーのATPアーゼのN末端には2つのクロモドメインが存在する。ATP依存性トランスロカーゼ（TR）ドメインは2つのローブからなり、両者はペプチドリンカーで連結されている。NegC*はISWIのNegCに類似したドメインで、DNA結合ドメイン（DBD）にDNAが適切に結合するまで、ローブの移動とトランスロケーションを防ぐ役割を果たす。NegC*はローブでのATPの加水分解を防ぐことで作用する。DBDはヌクレオチドの「定規」としても作用し、ヌクレオソームを等間隔に配置する役割を果たす。DNAの結合後、DBDはDNA鎖に張力を引き起こし、NegC*による阻害を遮断するコンフォメーション変化を引き起こす。その結果TRドメインは活性化され、DNAのトランスロケーションが引き起こされる。

## ATP依存性クロマチンリモデリング因子に共通したトランスロケーション機構
TRドメインによるDNAのトランスロケーションは全てのATP依存性クロマチンリモデリング因子で保存されており、2つのRecA様ローブがDNAのトランスロケーションを担っている。複合体はヌクレオソームかららせん2ターン分離れた位置に結合し、ヌクレオソームの1–2塩基対分上流へのシフトを引き起こす。このATP駆動型機構では、ヌクレオソームの適切な組み立て、アクセス、編集が行われるまで、加水分解によるエネルギーによってローブがDNA上をヌクレオソームのダイアド（dyad）に向かってクロールすることとなる。